# Erina timorensis
Erina timorensis är en fjärilsart som beskrevs av Tite 1963. Erina timorensis ingår i släktet Erina och familjen juvelvingar. Inga underarter finns listade i Catalogue of Life.